# Peña Rubia de Cehegín

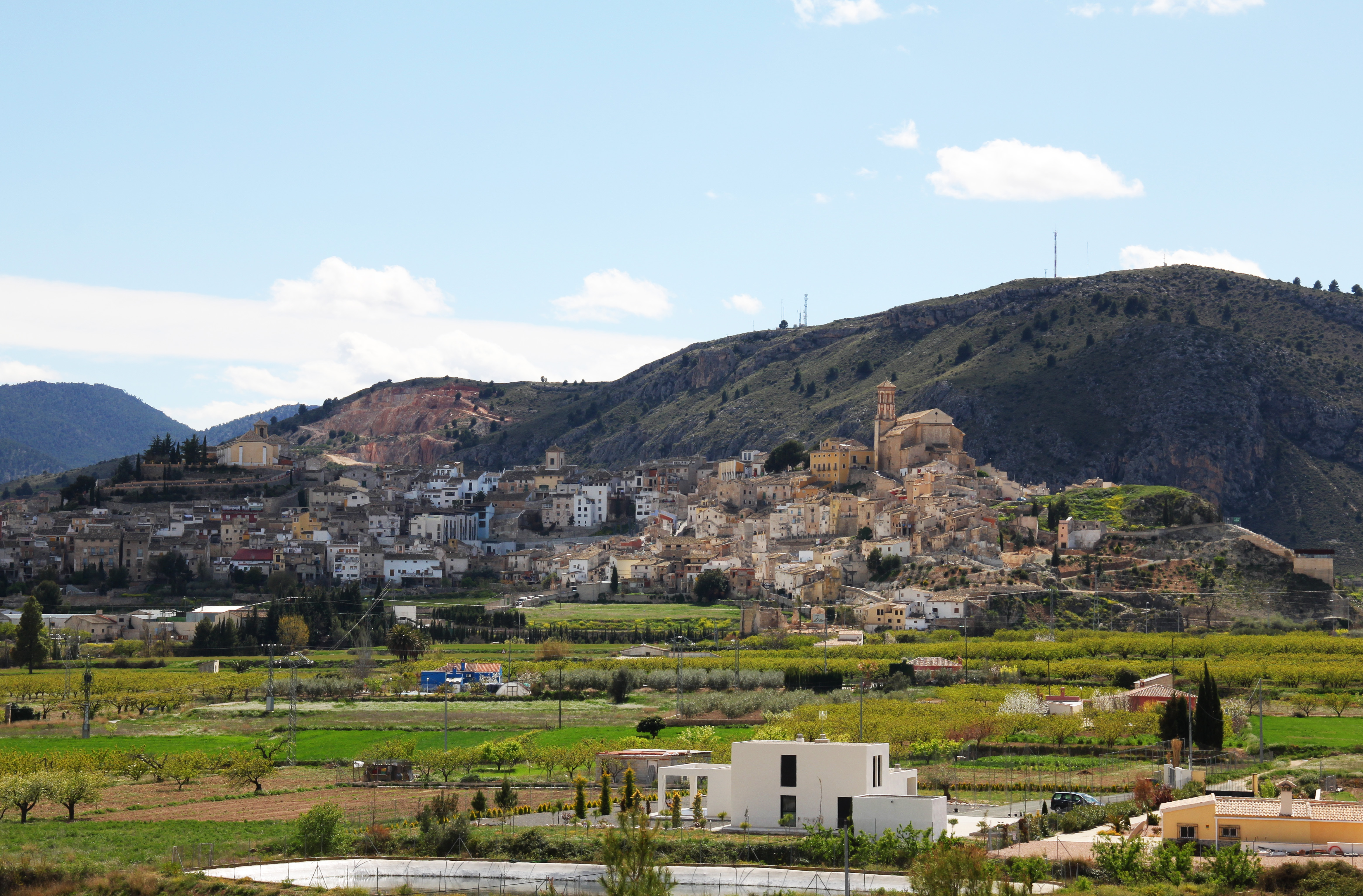
La ciudad de Cehegín, escoltada por el macizo de la Peña Rubia

La Peña Rubia es un macizo carismático que se encuentra a 800 metros de altitud, al Suroeste del término municipal de Cehegín (Murcia). Es un gran peñasco de tierra caliza. En su frente más escarpado, podemos encontrar un conjunto de cuevas con pinturas rupestres y yacimientos arqueológicos. Algunas de estas cuevas reciben los siguientes nombres: Cueva de la Concha, del Humo y de las Palomas, de los siete pisos. En la actualidad ninguna de estas cuevas son visitables. Además la Peña Rubia de Cehegín, tiene senderos para poder andar y un camino para coches y bicicletas de MTB.

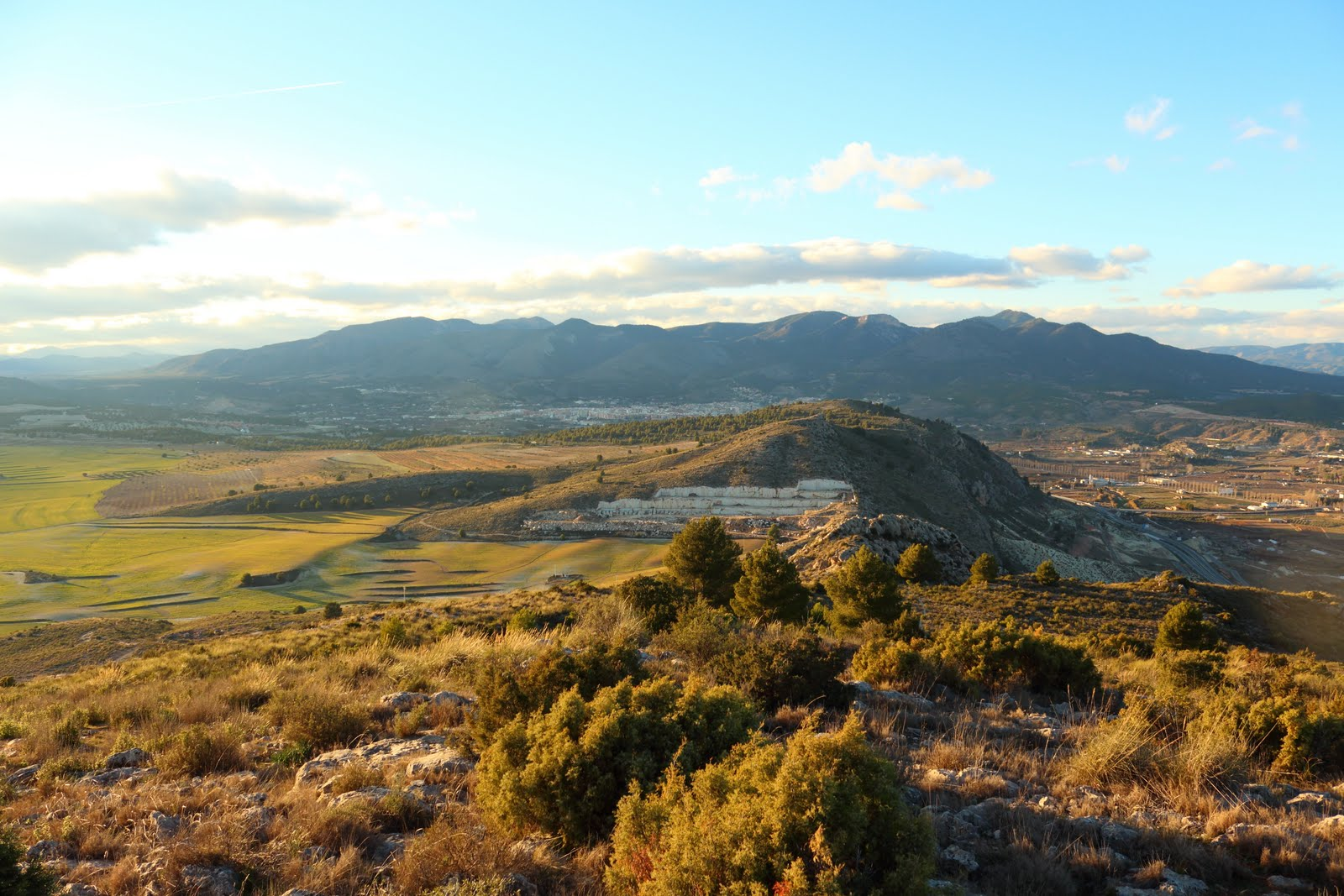
Vistas de la Peña Rubia de Cehegín hacia el Noroeste

## Cueva de las Conchas
Con una orientación Noroeste y a una altitud de 660 m.s.n.m., se trata de una diaclasa natural de notable desarrollo longitudinal, con una anchura media de 1,2 m. Las pinturas se localizan en un único panel, a unos 10 m de la entrada de la cueva y a 1 m de altura respecto al suelo de la misma. 
El estado de conservación de las pinturas no es bueno ya que, motivado en parte por ser la cueva más fácilmente accesible de las que integran el conjunto, ha sido objeto de un importante deterioro antrópico, concretado en varios grafitis que cubren las representaciones. Además, algunos descamados en la pintura han afectado a otras figuraciones, aunque en menor medida.

## Cueva del Humo
Comunicada con la Cueva de las Conchas a través de un estrecho corredor, no es más que la prolongación superior de esta. Presenta la misma orientación Noroeste que aquella y una altitud de 675 m s. n. m. Las pinturas se sitúan en la entrada de la cavidad, a una altura de 1,60 m respecto al suelo.

## Cuevas de las Palomas
Con una altitud de 665 m s. n. m. y una orientación Norte, se trata de una cavidad natural de complejo desarrollo kárstico que ha dado lugar a la formación de diversas salas, todas ellas angostas, a las que se accede a través de un estrecho pasillo de apenas 0,80 m de ancho y 1 m de altura.
Dada la dificultad de acceso que presenta la cueva, el estado de conservación de las pinturas es, en general, bueno. Aun así, procesos de descamación de la pintura han afectado a casi todos los motivos, con especial incidencia en los paneles 2 y 3.
Las pinturas rupestres encontradas en esta montaña fueron declaradas Patrimonio de la Humanidad por la UNESCO en diciembre de 1998, junto con las del resto de la Región de Murcia y del arco levantino de la península ibérica.